# Hesperandra monnei
Hesperandra monnei là một loài bọ cánh cứng trong họ Cerambycidae.